# Manuel Martínez
Manuel Martínez (León, 7 dicembre 1974) è un ex pesista spagnolo.
Ha un primato personale di 21,47 m outdoor e di 21,26 m indoor. In carriera è stato 16 volte campione nazionale di getto del peso al coperto tra il 1993 e il 2008, e in tutto 15 volte anche nelle edizioni all'aperto.
Nel 2001 ha collezionato 16 vittorie consecutive in meeting a livello nazionale ed internazionale. Sempre nel 2001 è stato nominato miglior atleta spagnolo dell'anno.
L'anno successivo si è laureato campione europeo indoor e, nel 2003, ha conquistato ai campionati mondiali indoor di Birmingham il titolo mondiale nel getto del peso.
Nel marzo 2013 gli viene consegnata la medaglia di bronzo di Atene 2004 dopo la squalifica per doping dell'ucraino Jurij Bilonoh.
Ritiratosi nel maggio del 2011 conclude la carriera con anche il record di 84 presenze nella nazionale spagnola e, grazie ai risultati raggiunti nel corso della sua carriera, è stato considerato "il più grande lanciatore spagnolo della storia".

## Carriera

### Gli inizi

#### Prime esperienze internazionali giovanili (1991-1992)
Sin dal 1991 inizia ad avere buoni risultati a livello nazionale nella disciplina del getto del peso.
Dopo aver sfiorato il suo primo titolo nazionale juniores a livello indoor (secondo con 15,16 metri) nella stagione all'aperto prenderà parte alle sue prime manifestazioni internazionali come al triangolare Francia-Italia-Spagna dove concluse quarto.
L'anno successivo, dopo aver raggiunto il terzo posto ai campionati nazionali assoluti e dopo aver conquistato la vittoria nel triangolare Francia-Italia-Spagna, vinse la medaglia d'argento ai campionati mondiali juniores di Seul, con un lancio di 18,14 metri, suo record personale.

#### Debutto internazionale assoluto (1993)
Nel 1993, per la prima volta conquista il titolo nazionale indoor assoluto grazie ad un lancio a 18,34 metri che divenne anche il nuovo record nazionale della specialità.
Questo fu il primo record nazionale a livello assoluto dei trentadue che siglerà in carriera.
Nel corso della stagione all'aperto, nel mese di giugno, rappresentò per la prima volta la Spagna nella Coppa Europa concludendo però solo settimo.
Pochi giorni dopo, il 3 luglio conquistò il titolo nazionale questa volta nell'edizione all'aperto lanciando a 18,82 metri nuovo record nazionale.
Il 20 agosto prese parte ai campionati del mondo di Stoccarda debuttando così in un campionato internazionale a livello assoluto.
Nel turno di qualificazione migliorò il suo personale di quasi un metro raggiungendo la misura di 19,53 e conquistando così la qualificazione per la finale.
Il giorno successivo si tenne la finale dove concluse all'undicesimo posto con la misura di 19,03.

#### Oltre i venti metri (1994-1996)
La stagione 1994 al coperto iniziò nel migliore di modi: il 13 febbraio lancia il suo peso oltre la barriera dei 20 metri siglando così il nuovo record nazionale a 20,02 metri.
Il mese successivo, prende parte ai campionati europei indoor tenutisi quell'anno a Parigi.
In questa manifestazione si dovette accontentare del quarto posto con un lancio a 19,85 metri a soli 19 cm dall'islandese Pétur Gudmundsson che vinse la medaglia di bronzo.
Anche in questa stagione conquistò il titolo nazionale sia al coperto che all'aperto cosa che riuscirà a fare ininterrottamente fino al 2006.
Il 12 agosto dello stesso anno ha preso parte ai campionati europei di Helsinki fermandosi però al turno di qualificazione con un lancio ben al di sotto delle sue possibilità (quattordicesimo cin 18,53 metri).
Nel 1995, dopo aver vinto il suo terzo titolo nazionale al coperto, a Barcellona, ai campionati mondiali indoor, ha raggiunto il quarto posto grazie ad un lancio a 19,97 metri.
La stagione all'aperto fu invece di basso profilo e nel corso delle sedici competizioni a cui prese parte non riuscì mai a superare la misura di 20 metri.
L'8 agosto ai campionati mondiali di Göteborg non riuscì a qualificarsi per la finale lanciando alla deludente misura di 18,50.
L'anno successivo, ai campionati europei indoor di Stoccolma che videro come vincitore l'italiano Paolo Dal Soglio si classificò settimo.
Nel corso della stagione, dopo il quarto posto in Coppa Europa, si preparò per la partecipazione ai Giochi Olimpici di Atlanta.
Al debutto in un'Olimpiade Martinez non riuscì a qualificarsi per la finale e si dovette accontentare del quindicesimo posto.

#### Dai mondiali indoor di Parigi a quelli di Maebashi (1997-1999)
Nel 1997, ai campionati mondiali indoor di Parigi, raggiunse la quinta piazza con un lancio a 20,37 metri nuovo record nazionale.
Pochi mesi dopo non riuscì ancora a qualificarsi per la finale ai campionati mondiali di Atene.
Sul finire della stagione prese parte alla XX Universiade che lo vide classificarsi settimo.
Nel 1998, nella stagione indoor riuscì a migliorare il suo primato fino alla misura di 20,50 m.
Poco dopo prese parte ai campionati europei indoor di Valencia dove concluse settimo con un lancio a 20,09 m.
Durante la stagione all'aperto conquistò il terzo posto in Coppa Europa e raggiunse il settimo posto ai campionati europei di Budapest ancora una volta con un lancio di poco superiore ai 20 metri.
L'anno successivo, grazie ad un lancio di 20,79, si classificò quarto ai campionati mondiali indoor di Maebashi migliorando ulteriormente il suo record nazionale di 29 cm.
Durante la stagione all'aperto ebbe invece un grave infortunio che lo tenne lontano dalle competizioni per tutto il corso dell'anno.

### I successi

#### I primi successi e il titolo europeo indoor (2000-2002)
Nel 2000, ai campionati europei indoor di Gand raggiunse la terza posizione con un lancio a 20,38 metri.
Al termine della competizione l'ucraino Oleksandr Bahač che vinse il titolo europeo fu squalificato perché trovato positivo ad un test antidoping e a Martinez fu consegnato l'argento.
Sul finire del mese di maggio vinse il titolo ai campionati ibero-americani grazie ad un lancio a 19,70.
Nel corso della stagione all'aperto, dopo aver conquistato il terzo posto in Coppa Europa, partecipò a vari meeting internazionali come il Golden Gala di Roma o il Super Grand Prix Herculis di Monaco dove raggiunse in entrambe le occasioni il sesto posto.
Sul finire della stagione, il 22 settembre prese parte alle Olimpiadi di Sydney.
Dopo essersi qualificato, in finale raggiunse il sesto posto con un lancio a 20,55 metri, il nuovo record nazionale.
L'anno successivo, dopo aver agevolmente vinto il titolo nazionale al coperto, vinse la medaglia di bronzo ai mondiali indoor di Lisbona.
Tra il 14 marzo ed il 21 luglio, vinse consecutivamente ben 16 competizioni e, tra le altre cose, la Coppa Europa con la misura di 21,03.
Nello stesso anno vinse i Giochi del Mediterraneo e, ai campionati del mondo di Edmonton, è stato quarto con 20,91 metri.
Poco dopo partecipò alla XXI Universiade di Pechino vincendo la competizione con un lancio a 20,97.
Sul finire della stagione fu insignito con il premio di miglior atleta spagnolo dell'anno.
Nel 2002 vinse la medaglia d'oro ai campionati europei indoor di Vienna lanciando al quinto turno a 21,26 metri, solo tre centimetri davanti al risultato del danese Joachim Olsen.
Nella stagione all'aperto, stabilì ancora un'altra lunga serie di vittorie tra le quali anche quella in Coppa Europa.
Il 6 agosto, ai campionati europei di Monaco di Baviera, raggiunse il quinto posto con un lancio a 20,45.
Sul finire della stagione ha preso parte alla Coppa del Mondo come rappresentante della Spagna raggiungendo il sesto posto.

#### Il titolo mondiale indoor (2003-2005)

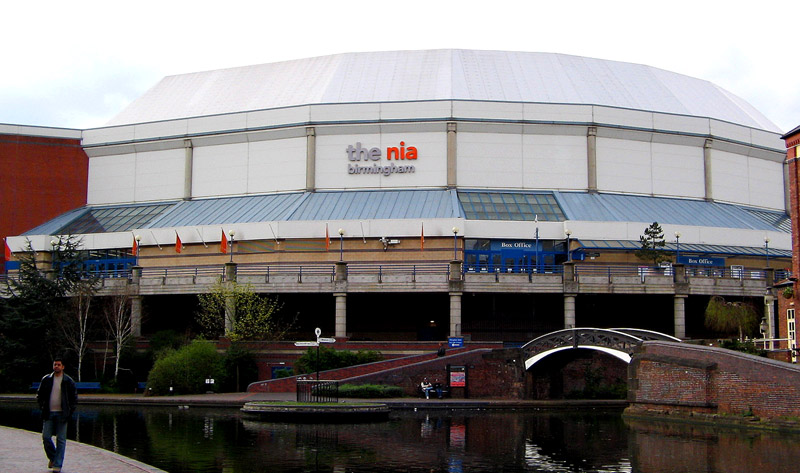
La National Indoor Arena dove si svolsero i mondiali indoor di Birmingham 2003.

Nel 2003 dopo essere stato secondo alla coppa Europa indoor e dopo aver conquistato il suo undicesimo titolo nazionale al coperto si preparò a partecipare ai campionati mondiali indoor di Birmingham.
Nella mattinata del 14 marzo si tennero le qualificazioni della gara di getto del peso maschile dove Martinez lanciando a 20,36 si qualificò per la finale con la quarta misura.
In finale vinse il titolo mondiale, ancora una volta all'ultimo lancio e per solo un centimetro oltre al risultato dello statunitense John Godina. 
Nel corso della stagione all'aperto riuscì a conquistare varie vittorie nei vari meeting internazionali in cui prese parte come agli FBK-Games di Hengelo o al Meeting de Atletismo di Madrid.
Dopo aver vinto anche la Coppa Europa, nel mese di agosto prese parte ai campionati mondiali di Parigi senza però riuscire a qualificarsi per la finale.
Sul finire della stagione partecipò per la prima volta alla IAAF World Athletics Final dove raggiunse il quarto posto.
Nel 2004, ai mondiali indoor di Budapest, non riuscì a ripetere l'impresa dell'anno precedente e si classificò soltanto quinto lanciando a 20,79 metri.
Nel corso della stagione arrivò terzo in Coppa Europa e vinse i campionati ibero-americani con un lancio a 20,59.
Nel mese di agosto alle Olimpiadi di Atene, dopo essersi qualificato per la finale con la settima misura, in finale si attestò al quarto posto a soli 20 cm dal podio.
Nel marzo 2013 il vincitore del getto del peso, l'ucraino Jurij Bilonoh, è stato privato della medaglia d'oro dopo essere risultato positivo ad un test anti-doping retroattivo.
Le medaglie vengono di conseguenza riassegnate ed il bronzo viene dato a Martinez.
Il mese successivo prese ancora parte alla IAAF World Athletics Final dove raggiunse la terza posizione.
L'anno successivo, ai campionati europei indoor di Madrid 2005, Manuel vinse il bronzo dietro all'olandese Rutger Smith e al vincitore Joachim Olsen.
Nella Coppa Europa invernale di lanci si classificò terzo ed in Coppa Europa secondo, ma non riuscì comunque a qualificarsi per la finale ai campionati del mondo di Helsinki fermandosi al sedicesimo posto.

### Il declino

#### Il cambio di tecnica (2006-2007)

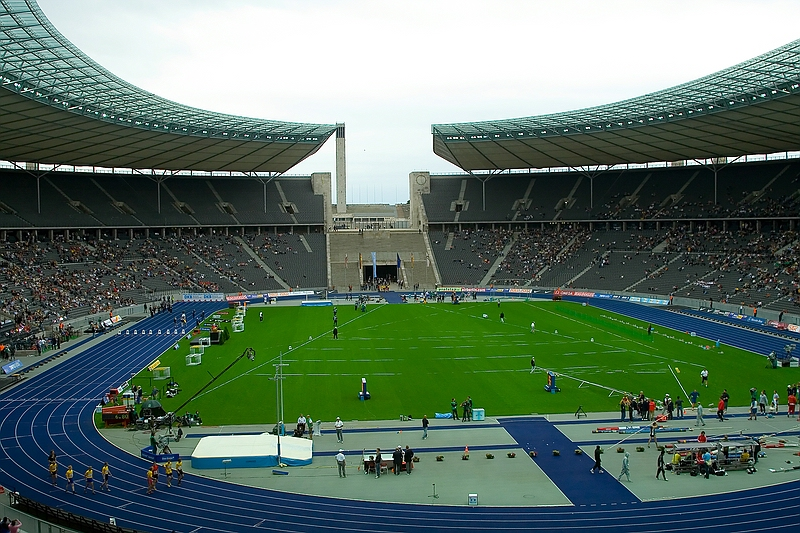
Lo Stadio Olimpico di Berlino nel corso del Meeting ISTAF del 2006 durante la gara di getto del peso che vide Martìnez tra i partecipanti.

Nel 2006, ai campionati mondiali indoor di Mosca concluse la sua gara in sesta posizione con il suo primato stagionale a 20,43.
Lo stesso anno, dopo il secondo posto in Coppa Europa, ai campionati europei di Göteborg, dopo essersi qualificato con la misura di 20,37, in finale fu soltanto nono con un lancio nettamente inferiore (19,68).
Sul finire della stagione, tra la fine di agosto e i primi giorni di settembre, prese parte al DécaNation dove si classificò quarto
e alla IAAF World Athletics Final dove fu solo ottavo.
Conclusa la stagione 2006 ebbe una forte polemica con la Federazione Spagnola di atletica leggera (RFEA) perché decise di cambiare la sua tecnica di lancio, passando dalla tecnica della traslocazione lineare a quella della rotazione.
Questa scelta non diede però i risultati sperati.
Nel marzo 2007, non riuscì a qualificarsi per la finale ai campionati europei indoor di Birmingham.
La sua stagione all'aperto fu molto sofferta ed ebbe molti problemi a trovare spazio a livello internazionale lanciando il suo peso a misure nettamente inferiori rispetto a quelle degli anni precedenti e faticando molto in alcune occasioni a superare addirittura la misura di 19 metri.
A giugno riuscì comunque a classificarsi terzo in Coppa Europa ma, dopo anni di dominio incontrastato a livello nazionale, perse il titolo nazionale all'aperto classificandosi solo terzo.
Qualche mese dopo riuscì a qualificarsi ai mondiali di Osaka, ma giunto alla competizione non riuscì a superare il turno di qualificazione a causa dei suoi tre tentativi nulli.

#### Il ritorno alla traslocazone lineare (2008-2009)
Dal 2008 ritornò sulla sua decisione e ripassò alla tecnica lineare a causa degli scarsi risultati ottenuti.
Il ritorno a questa tecnica gli fece fare di nuovo grandi progressi ma non riuscì comunque a qualificarsi ne per la finale dei mondiali indoor di Valencia ne alla finale delle Olimpiadi di Pechino.
Nel corso della stagione 2008 ha superato José Luis Sánchez Paraíso nella classifica di presenze nella nazionale di atletica leggera spagnola, con un totale di 74 convocazioni.
L'anno successivo, dopo un inizio di stagione al coperto difficile che gli fece anche perdere il titolo nazionale, è stato sesto ai campionati europei indoor di Torino.
Durante la stagione all'aperto riuscì a superare i 20 metri più volte raggiungendo anche il secondo posto in Coppa Europa e vincendo i Giochi del Mediterraneo con un lancio a 20,30 m.
Ai campionati del mondo di Berlino si è dovuto però accontentare solo del 19º posto con la misura di 19,80.

### Il ritiro

#### L'infortunio (2010)
Nella stagione 2010, un grave infortunio al tendine d'Achille lo ha tenuto lontano dalle competizioni per ben otto mesi.
In questo lungo periodo Martìnez iniziò ad occuparsi non solo di sport ma entrò nel mondo del cinema partecipando come protagonista nel film Estigmas di Adam Aliaga.
Il 2 luglio, guarito dall'infortunio, ha partecipato al 28º Meeting de Atletismo di Madrid classificandosi settimo con la misura di 17,86.
Il 30 luglio, ha concluso la sua esperienza ai campionati europei di Barcellona nel turno di qualificazione con il venticinquesimo posto, lanciando alla misura di 18,08 m.
Poco prima e al termine della gara annunciò un possibile ritiro dalle competizioni cosa che invece non fece rimandando così il suo ritiro nella speranza di riuscire a tornare a lanciare ai livelli degli anni precedenti

#### L'annuncio del ritiro (2011)
Il 4 marzo 2011, dopo aver raggiunto il secondo posto ai campionati nazionali spagnoli al coperto alle spalle del giovane Borja Vivas, ha preso parte ai campionati europei indoor di Parigi ancora una volta come capitano della nazionale.
Nel turno di qualificazione non riuscì però a lanciare oltre la misura di 18,62 metri che lo relegò al 19º posto.
Questa sarà la sua untima presenza nella nazionale spagnola: l'ottantaquattresima.
Il 3 maggio, in una conferenza stampa tenutasi al Centro Especializado de Alto Rendimiento di León (CEARD), accompagnato dal presidente della Real Federación Española de Atletismo José María Odriozola e dal suo allenatore Carlos Burón, ha annunciato il suo ritiro dall'attività agonistica.
In tale occasione ha anche affermato che comunque non uscirà dal mondo dell'atletica ma inizierà a lavorare come assistente di Carlos Burón nel ruolo di allenatore.
Oltre a questo Manuel ha anche espresso il suo desiderio di applicarsi in altre attività riguardanti: arte, cultura e agricoltura.

## Attività extrasportive
Oltre al suo impegno attivo nell'atletica leggera Martìnez ha sempre espresso il suo interesse per ogni forma culturale o artistica come ad esempio la pittura, la poesia o la musica.
Durante il lunghissimo periodo dell'infortunio ha partecipato come protagonista al film Estigmas di Adam Aliaga.
Dopo il successo riscosso con questo film, ha già in programma di partecipare nel ruolo di Golia in un film tratto dal fumetto spagnolo Captain Thunder.
Il titolo del film sarà El Capitán Trueno y el Santo Grial e verrà pubblicato il 14 ottobre del 2011.

## Record nazionali
Manuel Martínez ha siglato vari record spagnoli:

### Juniores
- Getto del peso (7,260 kg) 19,53 m ( Stoccarda, 20 agosto 1993)
- Getto del peso (7,260 kg) indoor 18,34 m ( San Sebastián, 27 febbraio 1993)

### Under 23
- Getto del peso 20,16 m ( San Sebastián, 28 maggio 1994)
- Getto del peso indoor 20,02 m ( Saragozza, 13 febbraio 1994)

### Seniores
- Getto del peso 21,47 m ( Salamanca, 10 luglio 2002)
- Getto del peso indoor 21,26 m ( Vienna, 2 marzo 2002)

### Master M35
- Getto del peso, 18,83 m ( Avilés, 17 luglio 2010)
- Getto del peso indoor, 18,92 m ( Valencia, 19 febbraio 2011)

## Progressione

### Getto del peso outdoor
| Stagione | Risultato | Luogo                  | Data      | Rank. Mond. |
| -------- | --------- | ---------------------- | --------- | ----------- |
| 2011     | 18,47 m   | Palencia               | 26-2-2011 | 151º        |
| 2010     | 18,83 m   | Avilés                 | 17-7-2010 | 115º        |
| 2009     | 20,39 m   | Leiria                 | 20-6-2009 | 29º         |
| 2008     | 20,39 m   | Santa Cruz de Tenerife | 26-7-2008 | 33º         |
| 2007     | 19,48 m   | Madrid                 | 29-6-2007 | 73º         |
| 2006     | 20,58 m   | Malaga                 | 28-6-2006 | 23º         |
| 2005     | 20,32 m   | Salamanca              | 6-7-2005  | 29º         |
| 2004     | 21,15 m   | Bruxelles              | 3-9-2004  | 9º          |
| 2003     | 21,08 m   | Firenze                | 21-6-2003 | 8º          |
| 2002     | 21,47 m   | Salamanca              | 10-7-2002 | 6º          |
| 2001     | 21,35 m   | San Sebastián          | 18-8-2001 | 4º          |
| 2000     | 20,55 m   | Sydney                 | 22-9-2000 | 20º         |
| 1999     | 20,04 m   | Valencia               | 30-4-1999 | 24º         |
| 1998     | 20,08 m   | Andújar                | 4-9-1998  | 26º         |
| 1997     | 20,27 m   | Salamanca              | 20-7-1997 | 17º         |
| 1996     | 20,12 m   | Rieti                  | 1-9-1996  | 18º         |
| 1995     | 19,69 m   | Arganda del Rey        | 20-5-1995 | -           |
| 1994     | 20,16 m   | San Sebastián          | 28-5-1994 | 17º         |
| 1993     | 19,53 m   | Stoccarda              | 20-8-1993 | 16º         |
| 1992     | 18,14 m   | Seul                   | 19-9-1992 | -           |

### Getto del peso indoor
| Stagione | Risultato | Luogo         | Data      | Rank. Mond. |
| -------- | --------- | ------------- | --------- | ----------- |
| 2011     | 18,92 m   | Valencia      | 19-2-2011 | 65º         |
| 2009     | 19,92 m   | Torino        | 7-3-2009  | 17º         |
| 2008     | 19,75 m   | Valencia      | 7-3-2008  | 29º         |
| 2007     | 19,28 m   | Saragozza     | 3-2-2007  | 51º         |
| 2006     | 20,43 m   | Mosca         | 10-3-2006 | 17º         |
| 2005     | 20,51 m   | Madrid        | 24-2-2005 | 10º         |
| 2004     | 20,79 m   | Budapest      | 7-3-2004  | 9º          |
| 2003     | 21,24 m   | Birmingham    | 14-3-2003 | 5º          |
| 2002     | 21,26 m   | Vienna        | 2-3-2002  | 4º          |
| 2001     | 20,91 m   | Madrid        | 14-3-2001 | 4º          |
| 2000     | 20,49 m   | Valencia      | 19-2-2000 | 10º         |
| 1999     | 20,79 m   | Maebashi      | 5-3-1999  | 7º          |
| 1998     | 20,50 m   | Espinho       | 7-2-1998  | 11º         |
| 1997     | 20,37 m   | Parigi        | 7-3-1997  | 12º         |
| 1996     | 20,02 m   | Valencia      | 28-2-1996 | 7º          |
| 1995     | 19,97 m   | Barcellona    | 10-3-1995 | 5º          |
| 1994     | 20,02 m   | Saragozza     | 13-2-1994 | 6º          |
| 1993     | 18,34 m   | San Sebastián | 27-2-1993 | -           |
| 1992     | 16,36 m   | Oviedo        | 23-2-1992 | -           |

## Palmarès
| Anno  | Manifestazione          | Sede          | Evento         | Risultato | Misura  | Note                                     |
| ----- | ----------------------- | ------------- | -------------- | --------- | ------- | ---------------------------------------- |
| 1992  | Mondiali juniores       | Seul          | Getto del peso | Argento   | 18,14 m | Miglior prestazione personale            |
| 1993  | Europei juniores        | San Sebastián | Getto del peso | Oro       | 19,02 m |                                          |
| 1993  | Giochi del Mediterraneo | Narbona       | Getto del peso | 5º        | 18,59 m |                                          |
| 1993  | Mondiali                | Stoccarda     | Getto del peso | 11º       | 19,03 m |                                          |
| 1994  | Europei indoor          | Parigi        | Getto del peso | 4º        | 19,85 m |                                          |
| 1995] | Mondiali indoor         | Barcellona    | Getto del peso | 4º        | 19,97 m | Record nazionale                         |
| 1995] | Mondiali                | Göteborg      | Getto del peso | 21º       | 18,50 m |                                          |
| 1996  | Europei indoor          | Stoccolma     | Getto del peso | 7º        | 19,50 m |                                          |
| 1996  | Olimpiadi               | Atlanta       | Getto del peso | 15º       | 19,12 m |                                          |
| 1997  | Mondiali indoor         | Parigi        | Getto del peso | 5º        | 20,37 m | Record nazionale                         |
| 1997  | Universiadi             | Catania       | Getto del peso | 7º        | 19,05 m |                                          |
| 1997  | Mondiali                | Atene         | Getto del peso | 13º       | 19,61 m |                                          |
| 1998  | Europei indoor          | Valencia      | Getto del peso | 7º        | 20,09 m |                                          |
| 1998  | Europei                 | Budapest      | Getto del peso | 7º        | 20,02 m |                                          |
| 1999  | Mondiali indoor         | Maebashi      | Getto del peso | 4º        | 20,79 m | Record nazionale                         |
| 2000  | Europei indoor          | Gand          | Getto del peso | Argento   | 20,38 m |                                          |
| 2000  | Olimpiadi               | Sydney        | Getto del peso | 6º        | 20,55 m | Record nazionale                         |
| 2001  | Mondiali indoor         | Lisbona       | Getto del peso | Bronzo    | 20,67 m |                                          |
| 2001  | Giochi del Mediterraneo | Tunisi        | Getto del peso | Oro       | 21,03 m |                                          |
| 2001  | Mondiali                | Edmonton      | Getto del peso | 4º        | 20,91 m |                                          |
| 2001  | Universiadi             | Pechino       | Getto del peso | Oro       | 20,97 m |                                          |
| 2002  | Europei indoor          | Vienna        | Getto del peso | Oro       | 21,26 m | Record nazionale                         |
| 2002  | Europei                 | Monaco        | Getto del peso | 5º        | 20,45 m |                                          |
| 2003  | Mondiali indoor         | Birmingham    | Getto del peso | Oro       | 21,24 m | Miglior prestazione personale stagionale |
| 2003  | Mondiali                | Parigi        | Getto del peso | 14º       | 19,78 m |                                          |
| 2004  | Mondiali indoor         | Budapest      | Getto del peso | 5º        | 20,79 m | Miglior prestazione personale stagionale |
| 2004  | Olimpiadi               | Atene         | Getto del peso | Bronzo    | 20,84 m | [ 31 ]                                   |
| 2005  | Europei indoor          | Madrid        | Getto del peso | Bronzo    | 20,51 m | Miglior prestazione personale stagionale |
| 2005  | Giochi del Mediterraneo | Almería       | Getto del peso | Argento   | 19,97 m |                                          |
| 2005  | Mondiali                | Helsinki      | Getto del peso | 16º       | 19,55 m |                                          |
| 2006  | Mondiali indoor         | Mosca         | Getto del peso | 6º        | 20,43 m | Miglior prestazione personale stagionale |
| 2006  | Europei                 | Göteborg      | Getto del peso | 7º        | 19,68 m | [ 32 ]                                   |
| 2007  | Mondiali                | Osaka         | Getto del peso | nm (q)    | nm (q)  |                                          |
| 2008  | Mondiali indoor         | Valencia      | Getto del peso | 14º       | 19,75 m | Miglior prestazione personale stagionale |
| 2008  | Olimpiadi               | Pechino       | Getto del peso | 20º       | 19,81 m |                                          |
| 2009  | Europei indoor          | Torino        | Getto del peso | 6º        | 19,65 m |                                          |
| 2009  | Giochi del Mediterraneo | Pescara       | Getto del peso | Oro       | 20,30 m |                                          |
| 2009  | Mondiali                | Berlino       | Getto del peso | 17º (q)   | 19,80 m |                                          |
| 2010  | Europei                 | Barcellona    | Getto del peso | 23º       | 18,08 m |                                          |
| 2011  | Europei indoor          | Parigi        | Getto del peso | 19º       | 18,72 m |                                          |

## Campionati nazionali
- 15 volte campione nazionale nel getto del peso (1993/2006, 2008, 2009)
- 16 volte nel getto del peso indoor (1993/2008)

1991
- 11º ai campionati nazionali spagnoli indoor, getto del peso - 13,47 m
- 7º ai campionati nazionali spagnoli, getto del peso - 15,28 m

1992
- Argento ai campionati nazionali spagnoli indoor, getto del peso - 15,99 m
- Bronzo ai campionati nazionali spagnoli, getto del peso - 17,11 m

1993
- Oro ai campionati nazionali spagnoli indoor, getto del peso - 18,34 m
- Oro ai campionati nazionali spagnoli, getto del peso - 18,82 m

1994
- Oro ai campionati nazionali spagnoli indoor, getto del peso - 19,36 m
- Oro ai campionati nazionali spagnoli, getto del peso - 19,37 m

1995
- Oro ai campionati nazionali spagnoli indoor, getto del peso - 19,09 m
- Oro ai campionati nazionali spagnoli, getto del peso - 19,53 m

1996
- Oro ai campionati nazionali spagnoli indoor, getto del peso - 19,86 m
- Oro ai campionati nazionali spagnoli, getto del peso - 19,56 m

1997
- Oro ai campionati nazionali spagnoli indoor, getto del peso - 19,76 m
- Oro ai campionati nazionali spagnoli, getto del peso - 20,27 m

1998
- Oro ai campionati nazionali spagnoli indoor, getto del peso - 19,55 m
- Oro ai campionati nazionali spagnoli, getto del peso - 19,43 m

1999
- Oro ai campionati nazionali spagnoli indoor, getto del peso - 20,64 m

2000
- Oro ai campionati nazionali spagnoli indoor, getto del peso - 20,32 m
- Oro ai campionati nazionali spagnoli, getto del peso - 19,40 m

2001
- Oro ai campionati nazionali spagnoli indoor, getto del peso - 20,64 m
- Oro ai campionati nazionali spagnoli, getto del peso - 20,61 m

2002
- Oro ai campionati nazionali spagnoli indoor, getto del peso - 20,65 m
- Oro ai campionati nazionali spagnoli, getto del peso - 20,83 m

2003
- Oro ai campionati nazionali spagnoli indoor, getto del peso - 20,06 m
- Oro ai campionati nazionali spagnoli, getto del peso - 20,55 m

2004
- Oro ai campionati nazionali spagnoli indoor, getto del peso - 20,44 m
- Oro ai campionati nazionali spagnoli, getto del peso - 20,21 m

2005
- Oro ai campionati nazionali spagnoli indoor, getto del peso - 19,55 m
- Oro ai campionati nazionali spagnoli, getto del peso - 19,89 m

2006
- Oro ai campionati nazionali spagnoli indoor, getto del peso - 20,09 m
- Oro ai campionati nazionali spagnoli, getto del peso - 20,29 m

2007
- Oro ai campionati nazionali spagnoli indoor, getto del peso - 19,21 m
- Bronzo ai campionati nazionali spagnoli, getto del peso - 18,46 m

2008
- Oro ai campionati nazionali spagnoli indoor, getto del peso - 19,56 m
- Oro ai campionati nazionali spagnoli, getto del peso - 20,39 m

2009
- Argento ai campionati nazionali spagnoli indoor, getto del peso - 19,28 m
- Oro ai campionati nazionali spagnoli, getto del peso - 19,88 m

2010
- Argento ai campionati nazionali spagnoli, getto del peso - 18,83 m

2011
- Argento ai campionati nazionali spagnoli indoor, getto del peso - 18,92 m

## Altre competizioni internazionali
1992
- Argento ai Campionati ibero-americani ( Siviglia), getto del peso - 17,49 m

1993
- 7º in Coppa Europa ( Roma), getto del peso - 18,16 m

1994
- Oro in Coppa Europa ( Valencia), getto del peso - 20,09 m
- Argento ai Campionati ibero-americani ( Mar del Plata), getto del peso - 18,70 m

1995
- 4º in Coppa Europa ( Villeneuve d'Ascq), getto del peso - 18,97 m

1996
- 4º in Coppa Europa ( Madrid), getto del peso - 19,54 m

1997
- Bronzo in Coppa Europa ( Monaco di Baviera), getto del peso - 19,29 m

1998
- Bronzo in Coppa Europa ( San Pietroburgo), getto del peso - 19,86 m
- Oro ai Campionati ibero-americani ( Lisbona), getto del peso - 19,47 m

2000
- Oro ai Campionati ibero-americani ( Rio de Janeiro), getto del peso - 19,70 m
- Argento al Meeting de Atletismo di Siviglia ( Siviglia), getto del peso - 19,85 m
- Bronzo in Coppa Europa ( Bærum), getto del peso - 19,68 m
- 6º in Golden Gala ( Roma), getto del peso - 19,52 m
- 6º al Super Grand Prix Herculis ( Monaco), getto del peso - 19,78 m
- 8º al Memorial Van Damme ( Bruxelles), getto del peso - 19,53 m

2001
- Oro all'Coppa Europa invernale di lanci ( Nizza), getto del peso - 20,27 m
- Oro al Meeting de Atletismo di Siviglia ( Siviglia), getto del peso - 20,71 m
- Oro in Coppa Europa ( Brema), getto del peso - 21,03 m

2002
- Oro all'Coppa Europa invernale di lanci ( Pola), getto del peso - 20,92 m
- Oro al Meeting de Atletismo di Siviglia ( Siviglia), getto del peso - 20,91 m
- Oro in Coppa Europa ( Siviglia), getto del peso - 20,89 m
- Argento all'Asics GP Helsinki ( Helsinki), getto del peso - 20,10 m
- 6º in Coppa del mondo di atletica leggera ( Madrid), getto del peso - 19,76 m

2003
- Oro agli FBK Games ( Hengelo), getto del peso - 20,88 m
- Argento al Meeting de Atletismo di Siviglia ( Siviglia), getto del peso - 20,49 m
- 4º al Memorial Josefa Odlozila ( Praga), getto del peso - 20,49 m
- Oro in Coppa Europa ( Firenze), getto del peso - 21,08 m
- Oro al Meeting de Atletismo Madrid ( Madrid), getto del peso - 20,96 m
- Argento all'Aviva London Grand Prix ( Londra), getto del peso - 20,83 m
- 4º alla IAAF World Athletics Final ( Monaco), getto del peso - 20,32 m

2004
- 6º al Meeting de Atletismo di Siviglia ( Siviglia), getto del peso - 20,14 m
- Bronzo in Coppa Europa ( Istanbul), getto del peso - 19,92 m
- Argento al Meeting de Atletismo Madrid ( Madrid), getto del peso - 20,89 m
- Oro ai Campionati ibero-americani ( Huelva), getto del peso - 20,59 m
- Oro al Memorial Van Damme ( Bruxelles), getto del peso - 21,15 m
- Bronzo alla IAAF World Athletics Final ( Monaco), getto del peso - 20,67 m

2005
- Bronzo all'Coppa Europa invernale di lanci ( Mersin), getto del peso - 20,22 m
- 7º al Meeting de Atletismo Sevilla ( Siviglia), getto del peso - 19,38 m
- Oro al Golden Spike ( Ostrava), getto del peso - 19,43 m
- Argento in Coppa Europa ( Firenze), getto del peso - 20,28 m
- 10º Meeting de Atletismo Madrid ( Madrid), getto del peso - 19,38 m

2006
- Argento alla Reunión Internacional de Atletismo Ciudad de Valencia ( Valencia), getto del peso - 20,30 m
- 5º all'Coppa Europa invernale di lanci ( Tel Aviv), getto del peso - 20,07 m
- Argento in Coppa Europa ( Malaga), getto del peso - 20,58 m
- 4º Meeting de Atletismo Madrid ( Madrid), getto del peso - 20,19 m
- 6º al Meeting ISTAF ( Monaco), getto del peso - 19,97 m
- 4º al DécaNation ( Parigi), getto del peso - 19,80 m
- 8º alla IAAF World Athletics Final ( Stoccarda), getto del peso - 19,79 m

2007
- 6º all'Coppa Europa invernale di lanci ( Jalta), getto del peso - 19,10 m
- Bronzo in Coppa Europa ( Vaasa), getto del peso - 19,43 m
- 11º Meeting de Atletismo Madrid ( Madrid), getto del peso - 18,68 m
- 7º al DécaNation ( Parigi), getto del peso - 18,10 m

2008
- 4º in Coppa Europa ( Annecy), getto del peso - 20,24 m
- 6º al Meeting de Atletismo Madrid ( Madrid), getto del peso - 19,71 m
- Bronzo al DécaNation ( Parigi), getto del peso - 19,35 m

2009
- Argento in Coppa Europa invernale di lanci ( Los Realejos), getto del peso - 20,00 m
- Argento agli Europei a squadre ( Leiria), getto del peso - 20,39 m
- 4º al DécaNation ( Parigi), getto del peso - 19,58 m

2010
- 7º al Meeting de Atletismo Madrid ( Madrid), getto del peso - 17,86 m